# Liparis refracta
Liparis refracta är en orkidéart som beskrevs av Johannes Jacobus Smith. Liparis refracta ingår i släktet gulyxnen, och familjen orkidéer. Inga underarter finns listade i Catalogue of Life.